# Saudi First Division League
Die Saudi First Division League, vom Verband „Saudi League 1st Division“ genannt, ist nach der Professional League die zweithöchste Fußballspielklasse in Saudi-Arabien. Mit jeweils vier Meisterschaften sind der Hajer FC und al-Wahda die beiden Rekordmeister. Amtierender Meister ist al-Hazem.

## Geschichte
Die Liga in ihrer heutigen Form existiert seit 1976 und wurde damit ein Jahr nach der Professional League gegründet. Wie viele Mannschaften teilnahmen, variierte, wurde mit den Jahren aber immer mehr. Spielten Mitte der 1980er Jahre noch zehn Mannschaften in der Liga, um jeweils zwei Auf- und Absteiger auszuspielen, so wurden es bis in die 2000er Jahre bis zu 16 Teilnehmer. Seit der Saison 2018/19 sind es 20 Mannschaften.
Von 2017 bis 2021 trug die Liga den Namen Prince Mohammad bin Salman League, nach dem saudischen Kronprinzen und Verteidigungsminister des Landes.

## Modus
Allgemein spielt eine variierende Anzahl teilnehmender Mannschaften zwei Mal gegen jede andere Mannschaft. Nach dem Feststehen der endgültigen Platzierungen steigen dann mehrere Mannschaften auf und ab; die Anzahl variierte in der Vergangenheit aber aufgrund der Anzahl der Teilnehmer immer. Weiter erhalten alle Mannschaften einer Saison ein Startrecht im King Cup der darauffolgenden Saison.
In der Saison 1995/96 spielten einmalig die Mannschaften auf dem zweiten und dritten Platz in einem einzelnen Relegationsspiel einen Aufsteiger aus. Diese Austragung wurde nach einer Spielzeit aber wieder rückgängig gemacht. In der Saison 1997/98 wurde unter den Mannschaften auf dem achten und neunten Platz eine Abstiegsrelegation veranstaltet; diese Regelung überstand aber auch nicht länger als eine Saison. Hin und wieder wurde der Modus noch einmal angewandt, bekam aber meist keine länger überdauernde Anwendung.
Nach der Aufstockung auf 16 Mannschaften wurde die Anzahl der Absteiger von zwei auf drei erhöht. Ab der Saison 2016/17 trug der Drittplatzierte eine Play-off-Runde mit einer Mannschaft aus der ersten Liga um die Klassenzugehörigkeit aus. An dieser nahm ab der Spielzeit 2017/18 dann auch der Viertplatzierte teil. Mit der Aufstockung der Mannschaften zur Saison 2018/19 stiegen die ersten drei Mannschaften direkt auf und nur der Vierte musste in die Play-offs, während nun vier Mannschaften direkt in die Second Division absteigen mussten. Seit der Runde 2019/20 gibt es keine Play-offs mehr, sodass der Viertplatzierte nicht aufsteigen kann.

## Meisterhistorie
| Saison  | Meister         | Vizemeister     |
| ------- | --------------- | --------------- |
| 1976/77 | Al-Nahda Club   | al-Ettifaq      |
| 1977/78 | Al-Riyadh SC    | al-Tai FC       |
| 1978/79 | al-Shabab       | Ohod Club       |
| 1979/80 | Al-Jabalain FC  | Al-Riyadh SC    |
| 1980/81 | Ohod Club       | Al-Rawdhah Club |
| 1981/82 | KeineAustragung | KeineAustragung |
| 1982/83 | al-Wahda        | Al-Riyadh SC    |
| 1983/84 | Ohod Club       | Al-Jabalain FC  |
| 1984/85 | al-Tai FC       | Al-Kawkab FC    |
| 1985/86 | Al-Ansar FC     | al-Raed         |
| 1986/87 | Al-Kawkab FC    | Ohod Club       |
| 1987/88 | Hajer FC        | Al-Rawdhah Club |
| 1988/89 | Al-Riyadh SC    | al-Raed         |
| 1989/90 | Al-Najma SC     | Al-Arabi SC     |
| 1990/91 | Al-Nahda Club   | Ohod Club       |
| 1991/92 | al-Raed         | Al-Najma SC     |
| 1992/93 | Al-Nahda Club   | Ohod Club       |
| 1993/94 | Al-Najma SC     | Al-Rawdhah Club |
| 1994/95 | al-Tai FC       | al-Taawoun      |
| 1995/96 | al-Wahda        | Al-Ansar FC     |
| 1997/98 | Hajer FC        | Al-Ansar FC     |
| 1998/99 | Sdoos Club      | al-Raed         |
| 1999/00 | Al-Ansar FC     | al-Qadisiyah    |
| 2000/01 | al-Tai FC       | Al-Shoulla FC   |
| 2001/02 | al-Qadisiyah    | al-Raed         |
| 2002/03 | al-Wahda        | Khaleej Club    |
| 2003/04 | Ohod Club       | Al-Ansar FC     |
| 2004/05 | al-Hazem        | Abha Club       |
| 2005/06 | Khaleej Club    | al-Faisaly FC   |
| 2006/07 | Al-Watani Club  | Najran SC       |
| 2007/08 | al-Raed         | Abha Club       |
| 2008/09 | al-Qadisiyah    | al-Fateh SC     |
| 2009/10 | al-Faisaly FC   | al-Taawoun      |
| 2010/11 | Hajer FC        | Al-Ansar FC     |
| 2011/12 | Al-Shoulla FC   | al-Wahda        |
| 2012/13 | al-Orobah FC    | Al-Nahda Club   |
| 2013/14 | Hajer FC        | Khaleej Club    |
| 2014/15 | al-Qadisiyah    | al-Wahda        |
| 2015/16 | al-Ettifaq      | al-Batin        |
| 2016/17 | al-Fayha FC     | Ohod Club       |
| 2017/18 | al-Wahda        | al-Hazem        |
| 2018/19 | Abha Club       | Damac FC        |
| 2019/20 | al-Batin        | al-Qadisiyah    |
| 2020/21 | al-Hazem        | al-Fayha FC     |
| 2021/22 | Khaleej Club    | Al-Adalah FC    |
| 2022/23 | al-Ahli         | al-Hazem        |
| 2023/24 | al-Qadisiyah    | al-Orobah FC    |

## Rangliste
| Verein         | Anzahl | Saison                 |
| -------------- | ------ | ---------------------- |
| Hajer FC       | 4      | 1988, 1998, 2011, 2014 |
| al-Wahda       | 4      | 1983, 1996, 2003, 2018 |
| Al-Nahda Club  | 3      | 1977, 1991, 1993       |
| al-Tai FC      | 3      | 1985, 1995, 2001       |
| Ohod Club      | 3      | 1981, 1984, 2004       |
| al-Qadisiyah   | 3      | 2002, 2009, 2015       |
| Al-Riyadh SC   | 2      | 1978, 1989             |
| Al-Najma SC    | 2      | 1990, 1994             |
| Al-Ansar FC    | 2      | 1986, 2000             |
| al-Raed        | 2      | 1992, 2008             |
| al-Hazem       | 2      | 2005, 2021             |
| Khaleej Club   | 2      | 2006, 2022             |
| al-Shabab      | 1      | 1979                   |
| Al-Jabalain FC | 1      | 1980                   |
| Al-Kawkab FC   | 1      | 1987                   |
| al-Taawoun     | 1      | 1997                   |
| Sdoos Club     | 1      | 1999                   |
| Al-Watani Club | 1      | 2007                   |
| al-Faisaly FC  | 1      | 2010                   |
| Al-Shoulla FC  | 1      | 2012                   |
| al-Orobah FC   | 1      | 2013                   |
| al-Ettifaq     | 1      | 2016                   |
| al-Fayha FC    | 1      | 2017                   |
| Abha Club      | 1      | 2019                   |
| al-Batin       | 1      | 2020                   |
| al-Ahli        | 1      | 2023                   |